# کازومی تاکادا
کازومی تاکادا (به انگلیسی: Kazumi Takada) بازیکن فوتبال اهل ژاپن و عضو تیم ملی فوتبال ژاپن است که در تاریخ ۱۹۷۰ دسامبر ۱۲ میلادی اولین بازی ملی‌اش را انجام داد. او در ۱۶ بازی ملی حضور داشت و آخرین بازی ملی خود را در تاریخ ۸ سپتامبر ۱۹۷۵ میلادی انجام داد. کازومی تاکادا در بازی‌های ملی‌اش
گلی به ثمر نرساند.